# HD 37971
HD 37971，又名BD-16 1208，SAO 150703、HR 1962，是一颗恒星，视星等为6.21，位于銀經220.74，銀緯-22.74，其B1900.0坐标为赤經5h 37m 14.2s，赤緯-16° -22.74′ 33″。